# فانيك (أرمينيا)
فانك (أرمينيا) (بالإنجليزية: Vanek, Armenia)‏ هي municipality of Armenia وقرية تقع في أرمينيا في محافظة سيونيك. يقدر عدد سكانها بـ 83 نسمة ومساحتها 2.06 كم2 .